# Medetera vagans
Medetera vagans är en tvåvingeart som först beskrevs av Becker 1917.  Medetera vagans ingår i släktet Medetera och familjen styltflugor. Arten är reproducerande i Sverige. Inga underarter finns listade i Catalogue of Life.